# ويم فانديكيباس
ويم فانديكيباس هو مصمم رقص وراقص وكاتب سيناريو ومخرج وممثل بلجيكي، ولد في 30 يونيو 1963 في بلجيكا.

## وصلات خارجية
- ويم فانديكيباس على موقع IMDb (الإنجليزية)
- ويم فانديكيباس على موقع مونزينجر (الألمانية)
- ويم فانديكيباس على موقع ألو سيني (الفرنسية)
- ويم فانديكيباس على موقع ميوزك برينز (الإنجليزية)
- ويم فانديكيباس على موقع أول موفي (الإنجليزية)
- ويم فانديكيباس على موقع قاعدة بيانات الفيلم (الإنجليزية)
- ويم فانديكيباس على موقع كينوبويسك (الروسية)